# Masayuki Matsubara
Masayuki Matsubara (jap. 松原正之 Matsubara Masayuki; ur. 7 lutego 1939 w prefekturze Miyagi) – japoński zapaśnik walczący w stylu wolnym. Wicemistrz olimpijski z Rzymu 1960, w kategorii 52 kg.
Piąty na mistrzostwach świata w 1961 roku.